# Chris Austin Hadfield
Chris Austin Hadfield (Sarnia, Ontario, Kanada, 1959. augusztus 29. –) kanadai űrhajós, ezredes. Az első kanadai, aki űrsétát tett, a Nemzetközi Űrállomás (ISS) első – és eddig egyetlen – kanadai parancsnoka.

## Életpálya
1974-ben vitorlázórepülő, 1975-ben motoros repülő jogosítványt szerzett. Tíz éven keresztül oktatóként tevékenykedett. 1982-ben kitüntetéssel szerzett mérnök-pilóta oklevelet. Repült géptípus: CF–18. Kaliforniában részt vett egy berepülőpilóta-képzésen, megtanulta a repülőbalesetek kivizsgálásának módszerét. A kanadai légierő berepülő pilótája, több mint 70 különböző típusú repülőgépet tesztelt. 1992-ben a Tennessee Egyetemen mérnöki diplomát szerzett.
A Kanadai Űrügynökségnél 5330 pályázóból választották űrhajósnak. 1992. június 9-étől részesült űrhajóskiképzésben a Lyndon B. Johnson Űrközpontban, valamint a Jurij Gagarin Űrhajóskiképző Központban. Három űrrepülése alatt összesen 165 napot, 16 órát és 21 percet töltött a világűrben. Két űrséta (kutatás, szerelés) alatt összesen 14 órát és 50 percet töltött az ISS űrállomáson kívül. 2001-től 2003-ig a NASA műveleti igazgatója Moszkvában. Munkája során koordinálta az ISS-en működő vagy oda készülő valamennyi nemzetközi legénység tevékenységét. Felügyelte a képzésüket, a kisegítő tevékenységet. Képviselte a nemzetközi űrügynökségeket az orosz űrprogramban való közreműködésben.
Hadfield akkor került a nemzetközi figyelem középpontjába, amikor intenzíven elkezdte használni a közösségi média eszközeit az űrhajózás és a tudomány népszerűsítésére. Fiai segítségével az űrállomásról rendszeresen twitterezett és videókat készített. Dalt is komponált az űrben, és űrkoncertet is adott gitárral. Iskolások kérdéseire választ adó kísérletet is végzett, amit élőben közvetítettek.
2013. június 10-én bejelentette, hogy július 3-ától befejezi aktív űrhajós tevékenységét, de továbbra is népszerűsíteni szándékozik az űrkutatás fontosságát.

## Űrrepülések
- STS–74 az Atlantis űrrepülőgép útján küldetésspecialista. Az első kanadai űrhajós. A NASA második űrsikló küldetése a Mir űrállomásra. Rakománya élelmiszer, víz és tudományos eszközök az előírt kísérletek, kutatások elősegítésére. Első űrszolgálata alatt összesen 8 napot, 4 órát és 31 percet töltött a világűrben.
- STS–100 az Endeavour űrrepülőgép repülésén küldetésfelelős. Szállították és telepítették az új kanadai építésű Canadarm2 robotkart. Második űrszolgálata alatt összesen 11 napot, 21 órát és 31 percet töltött a világűrben. Végrehajtott két űrsétát (kutatás, szerelés), összesen 14 órát és 50 percet töltött az ISS űrállomáson kívül.
- A Szojuz TMA–07M fedélzeti mérnöke/ISS parancsnoka. Harmadik űrszolgálata alatt összesen 145 napot, 14 órát és 16 percet töltött a világűrben. Az első kanadai, aki az ISS parancsnokaként tevékenykedhetett.

### Tartalék személyzet
- A Szojuz TMA–15 fedélzeti mérnöke
- A Szojuz TMA–05M fedélzeti mérnöke

## Művei
- Egy űrhajós tanácsai földlakóknak – Mit tanultam az űrrepüléseim alatt a találékonyságról, az eltökéltségről és arról, hogy mindig bármire készen kell állni; ford. Both Előd; Akkord Kiadó, Bp., 2014 ISBN 978 963 252 08 03
- You Are Here: Around the World in 92 Minutes (Ön itt áll: 92 perc alatt a Föld körül) Fényképalbum (2014)

## Érdekességek
- Menye magyar, akinek családja Dunaharasztiban él. Hadfield többször üdvözölte őket az űrből.[11]